# Complexité irréductible
Cet article traite de la complexité irréductible telle qu'elle est utilisée par les partisans du dessein intelligent ((en) intelligent design). Pour la complexité irréductible dans le cadre de la théorie des systèmes, voir l'article Émergence.
La complexité irréductible est la thèse selon laquelle certains systèmes biologiques sont trop complexes pour être le résultat de l'évolution de précurseurs plus simples ou « moins complets », du fait de mutations au hasard et de la sélection naturelle. Le terme a été inventé et défini en 1996 par le professeur de biochimie  Michael Behe, un système de complexité irréductible étant « composé de plusieurs parties ajustées et interagissantes, qui contribuent chacune à sa fonction élémentaire, alors que l'absence d'une quelconque de ces parties empêche le fonctionnement du système ». Les exemples cités par Behe, la  coagulation en cascade, le moteur (ou corps basal) des flagelles cellulaires et le système immunitaire, ne pourraient donc être le résultat de l'évolution naturelle : tout système précurseur au système complet ne fonctionnerait pas, et ne constituerait donc pas un avantage sélectif.
De façon plus générale, cet argument est utilisé par les partisans du créationnisme et du dessein intelligent pour réfuter la théorie scientifique actuelle de l'évolution et prouver l'implication d'une cause divine ou intelligente dans la création de la vie. Ces thèses sont anciennes et reprennent l'argument téléologique de l'analogie du Grand Horloger. En dehors des systèmes biochimiques présentés par Behe, un exemple très couramment avancé de système trop complexe pour être le résultat de l'évolution est l'œil.
La thèse de la complexité irréductible est rejetée par une très large majorité de la communauté scientifique ; elle est souvent considérée comme pseudoscientifique. Des travaux scientifiques ont montré que les exemples présentés par Behe ne répondaient pas à sa définition, et des précurseurs ont été identifiés pour certains d'entre eux. Les critiques considèrent que la thèse de la complexité irréductible est fondée sur une incompréhension du fonctionnement de ces systèmes biochimiques, et une méconnaissance des mécanismes de l'évolution (en particulier l'exaptation). Elle est également considérée comme un excellent exemple d'argumentum ad ignorandam (argument d'ignorance, sophisme par lequel on déclare fausse une proposition qui n'a pas été démontrée vraie).
Bien qu'elle ait été rejetée en tant que théorie scientifique lors du  procès de Dover, à l'issue duquel la cour a jugé que « La thèse du Professeur Behe sur la complexité irréductible a été réfutée par des articles scientifiques publiés dans des revues à comité de lecture, et a été rejetée par la communauté scientifique dans son ensemble » procès de Dover (p. 64), le concept de complexité irréductible reste un argument courant pour les partisans du dessein intelligent et d'autres créationnistes.

## Histoire du concept

### Preuve téléologique et Grand Horloger
L'argument de complexité irréductible est un descendant de la preuve téléologique de l'existence de Dieu. C'est le fameux argument du Grand Horloger ou du Grand Architecte selon lequel la complexité de la nature implique l'existence de Dieu de la même façon que l'existence d'une horloge implique celle d'un horloger.
Cet argument a une longue histoire qui remonte au moins au Ier siècle av. J.-C. avec De natura deorum (ii.34) de Cicéron : « Un cadran solaire ou une clepsydre donnent l'heure du fait de leur conception et non par hasard. Comment pouvez-vous donc imaginer que l'univers, comme un tout, est sans but et sans intelligence, quand il contient tout, y compris ces objets et leurs artisans ? »
Le déiste Voltaire le reprend dans un distique célèbre de sa satire Les cabales (1772) :
« L'univers m'embarrasse, et je ne puis songer 
Que cette horloge existe et n'ait point d'horloger. »
Citation à mettre en perspective avec ce propos de jeunesse dans le Traité de métaphysique (1734) :
« Ainsi, quand je vois les ressorts du corps humain, je conclus qu’un être intelligent a arrangé ces organes pour être reçus et nourris neuf mois dans la matrice; que les yeux sont donnés pour voir, les mains pour prendre, etc. Mais de ce seul argument je ne peux conclure autre chose, sinon qu’il est probable qu’un être intelligent et supérieur a préparé et façonné la matière avec habileté; mais je ne peux conclure de cela seul que cet être ait fait la matière avec rien, et qu’il soit infini en tous sens. J’ai beau chercher dans mon esprit la connexion de ces idées: « Il est probable que je suis l’ouvrage d’un être plus puissant que moi, donc cet être existe de toute éternité, donc il a créé tout, donc il est infini, etc. ». Je ne vois pas la chaîne qui mène droit à cette conclusion ; je vois seulement qu’il y a quelque chose de plus puissant que moi, et rien de plus. »
Les implications de la complexité des organismes vivants et des interactions entre leurs éléments ont été discutées par différents auteurs et savants. Au début du XVIIe siècle, Nicolas Malebranche utilise cette idée en faveur de la préformation (théorie qui voit l'embryon comme un être vivant « miniature » où tous les organes sont déjà présents), plutôt que de l'épigénèse (la complexité apparaît au fur et à mesure du développement). Dans une application différente, au début du XIXe siècle Georges Cuvier utilisa le concept de « corrélation des parties » dans la reconstitution de l'anatomie d'animaux à partir de restes épars,.
Dans le monde anglo-saxon, l'argument du Grand Horloger est développé et popularisé par le révérend William Paley dans sa Théologie naturelle (1802). Prenant l'analogie d'une montre trouvée par hasard, il conclut que la structure complexe des êtres vivants et l'adaptation remarquable des plantes et des animaux sont le fait d'un concepteur intelligent. Le monde est donc une création de Dieu, et montre la nature de ce créateur. Dieu a conçu avec attention « même le plus humble et le plus insignifiant des organismes ».
Charles Darwin rejette la preuve téléologique en proposant une autre explication à la complexité et la diversité du vivant : l'évolution par la sélection naturelle. Sans le nommer ainsi, il identifie l'argument de la complexité irréductible comme un moyen possible de réfuter les résultats de sa théorie de l'évolution. Dans L'Origine des espèces, il écrit : « Si on pouvait démontrer qu'il existe un organe complexe, qui ne pourrait avoir été formé par de nombreuses petites modifications successives, ma théorie s'effondrerait complètement. Mais je n'en trouve aucun exemple ».
Le généticien Hermann Muller  expose, en 1939, un concept similaire à la complexité irréductible, mais pas de façon problématique vis-à-vis de l'évolution. Au contraire, il présente l'« intrication » des éléments biologiques comme une conséquence attendue de l'évolution, qui conduit à l'irréversibilité de certains changements évolutifs : Ayant été ainsi entretissée au sein de la trame la plus intime de l'organisme, la caractéristique précédemment nouvelle ne peut plus être retirée impunément, et peut être devenue nécessaire et vitale.
En 1952, le biologiste Ludwig von Bertalanffy  propose un concept précurseur de la complexité irréductible  : les systèmes organiques complexes doivent être étudiés en tant que systèmes complets irréductibles pour pouvoir comprendre leur fonctionnement. Il étend ses travaux sur la complexité biologique à une théorie générale des systèmes. Après la découverte de la structure de l'ADN par James Watson et Francis Crick au début des années 1950, la théorie générale des systèmes perd la plupart de ses adhérents en sciences physiques et biologie. Ce triomphe du point de vue mécaniste en biochimie est exposé dans Le hasard et la nécessité de Jacques Monod. Cependant, la théorie des systèmes reste utilisée dans les sciences sociales.

### Complexité irréductible
Dans son livre Darwin's Black Box, le biochimiste Michael Behe, reprenant la thèse de William Paley, définit et applique le terme « complexité irréductible » à certains systèmes complexes en biologie cellulaire. Il cherche à montrer que les mécanismes de l'évolution ne peuvent expliquer le développement de ces systèmes « irréductiblement complexes ».

#### Définitions
Le terme « complexité irréductible » a été défini par Behe :
« Un système composé de plusieurs parties en interaction, qui contribuent chacune à sa fonction élémentaire, et dont l'absence d'une quelconque de ces parties empêche le fonctionnement du système Behe (Darwin's Black Box, p. 9). »
Behe a donné une seconde définition (« définition évolutionniste ») :
« Une lignée évolutive est de complexité irréductible si elle contient au moins une étape insélectionnable (c'est-à-dire au moins une mutation nécessaire mais insélectionnable – au sens de la sélection naturelle). Le degré de complexité irréductible est le nombre d'étapes insélectionnables dans la lignée. »
Le partisan du dessein intelligent William Dembski donne cette définition :
« Un système effectuant une fonction basique donnée est de complexité irréductible, s'il comprend un ensemble d'éléments individualisés de façon non arbitraire, ajustés et interagissant mutuellement, tel que chaque élément de l'ensemble est indispensable à la fonction basique, et donc original. L'ensemble de ces éléments indispensables constitue le noyau irréductible du système. »

#### Explications et implications: le dessein intelligent
Les partisans du dessein intelligent utilisent ce concept et les exemples de systèmes de « complexité irréductible », pour en conclure que le monde vivant est mieux expliqué par l'intervention d'une cause intelligente que par les mécanismes de la théorie de l'évolution.
Selon la théorie de l'évolution, les variations génétiques adviennent au hasard. L'environnement « sélectionne » les variations les mieux adaptées, qui sont ensuite transmises aux générations suivantes. Les changements au cours du temps se font du fait de l'action graduelle des forces naturelles, de façon parfois lente ou parfois rapide (voir équilibre ponctué). Ce processus permet l'adaptation de structures complexes depuis des formes plus simples, ou de convertir des structures complexes d'une fonction à une autre.
Behe et la plupart des partisans du dessein intelligent ne remettent pas en cause tout le rôle des mécanismes évolutifs dans le dévoppement de la vie organique à l'échelle de la microévolution (comme les variations de longueur des becs des pinsons de Darwin). Mais ils jugent qu'ils ne peuvent rendre compte de la complexité irréductible, car aucun des éléments d'un système irréductible ne serait fonctionnel ou avantageux avant que le système complet ne soit en place : « un système de complexité irréductible ne peut pas être produit directement (c'est-à-dire, par une amélioration continue de la fonction initiale, qui garde le même mécanisme) par de petites modifications successives d'un système précurseur, car tout précurseur d'un système de complexité irréductible auquel il manque un élément est par définition non fonctionnel. » (Behe)
La complexité irréductible n'est donc pas un argument que l'évolution n'existe pas, mais plutôt qu'elle est « incomplète ». Dans le dernier chapitre de  Darwin's Black Box, Behe conclut que la complexité irréductible est une preuve du dessein intelligent.

## Exemples présentés
Behe et d'autres ont présenté un certain nombre d'exemples de systèmes biologiques qu'ils pensent être de complexité irréductible. Les exemples donnés ne sont pas, selon la communauté scientifique dans son ensemble, probants.

### Œil

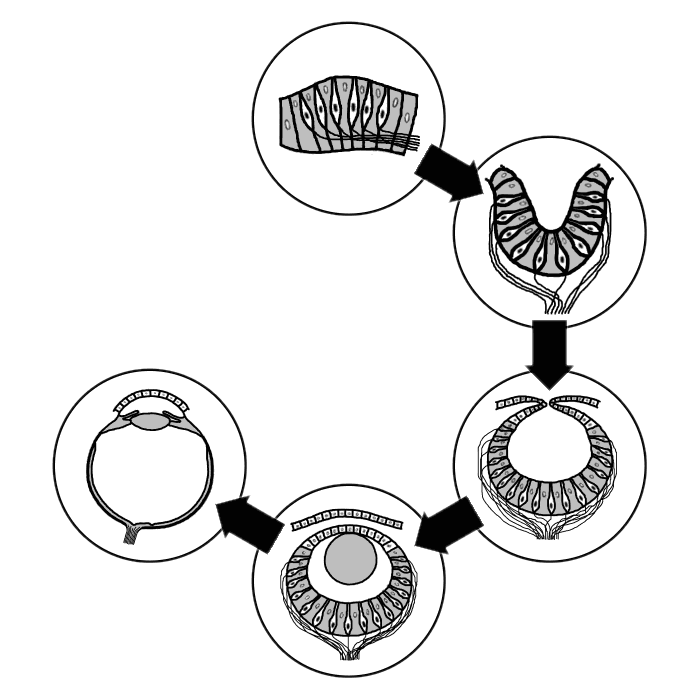
Souvent présenté comme un exemple de complexité irréductible, l'œil humain peut être expliqué par l'évolution.

L'œil est un exemple fameux de structure présentée comme de « complexité irréductible », du fait des nombreux éléments intriqués et sophistiqués, dépendant apparemment tous les uns des autres. Il est fréquemment cité par les partisans du dessein intelligent et du créationnisme.
Dans un passage fréquemment cité de L'Origine des espèces, Charles Darwin reconnaît lui-même que le développement de l'œil est une difficulté pour sa théorie, notant que « supposer que l'œil [...] peut avoir été formé par sélection naturelle semble, je le confesse volontiers, absurde au plus haut degré ». Cependant il continue en notant que si  « la difficulté de croire que l'œil complet et parfait peut être formé par le mécanisme de la sélection naturelle, bien qu'insurmontable par notre imagination, ne peut être considérée comme réelle », et il propose un schéma grossier de lignée évolutive possible, à partir d'exemples de plus en plus complexes d'yeux de différentes espèces (Charles Darwin, L'Origine des espèces, p. 186 et suiv).

Les yeux des vertébrés (à gauche) et des invertébrés comme la pieuvre (à droite) ont évolué indépendamment : les vertébrés ont développé une rétine 1 inversée avec un point aveugle 4 au niveau du nerf optique 3, alors que les pieuvres l'ont évité grâce à une rétine non inversée (les terminaisons nerveuses 2 sont à l'extérieur).

Depuis Darwin l'évolution de l'œil est bien mieux comprise. Bien que l'observation et l'analyse des ancêtres de l'œil dans les fossiles soit problématique, du fait que les tissus mous ne laissent pas d'empreintes ou de restes, la génétique et l'anatomie comparative vont dans le sens d'un ancêtre commun pour tous les yeux,,.
Les éléments actuels permettent de proposer des lignées évolutives possibles aboutissant aux caractéristiques anatomiques de l'œil. Un schéma évolutif possible est le suivant :
- les yeux se sont développés à partir de simples petites surfaces de cellules photoréceptrices pouvant détecter la présence ou l'absence de lumière, mais pas sa direction.
- En développant une petite dépression de ces cellules photosensibles, l'organisme obtient une meilleure perception de la source lumineuse, en permettant à la lumière de ne frapper que certaines cellules, en fonction de l'angle.
- Cette dépression se creusant, la précision de l'observation s'améliore.
- L'ouverture de l'œil se rétrécit alors pour augmenter cette précision, ce qui transforme l'œil en une chambre noire, permettant à l'organisme de percevoir les formes — le nautile est un exemple actuel d'animal ayant un tel œil. Le compromis nécessaire entre la précision ainsi obtenue, et la baisse du flux de lumière captée limite les possibilités de développement dans cette direction.
- Mais ces exigences deviennent compatibles si la couche protectrice de cellules transparentes couvrant l'ouverture vient former une lentille grossière, et l'intérieur de l'œil se remplit d'humeur qui introduit une focalisation[17],[18],[19]. De cette façon, l'œil est en fait considéré par les biologistes modernes comme une structure à l'évolution relativement simple et sans mystère, et la plupart de ses évolutions majeures ont eu lieu en seulement quelques millions d'années, durant l'explosion cambrienne[20]. Ceci est d'autant plus crédible que plusieurs dispositifs en gros équivalents existent dans la nature : l'œil des vertébrés, celui des pieuvres et celui des mouches, avec des dispositions totalement différentes.

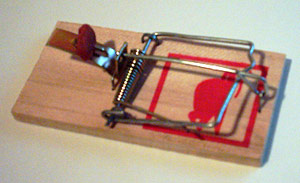
La tapette à souris, exemple illustratif de « complexité irréductible » utilisé par Michael Behe

Selon Behe, si l'évolution des grandes caractéristiques anatomiques de l'œil a été bien expliquée, la complexité du détail des réactions biochimiques nécessaires à l'échelle moléculaire pour la sensibilité à la lumière, défie encore les explications. Le créationniste Jonathan Sarfati décrit l'œil comme « le plus grand défi [des évolutionnistes] en tant que superbe exemple de complexité irréductible dans la création divine », mettant particulièrement en avant la « grande complexité » de la transparence de la cornée.

### Exemples en biochimie cellulaire
Michael Behe a proposé un certain nombre d'exemples de systèmes biochimiques complexes de « complexité irréductible » : le flagelle des cellules, la coagulation sanguine, et le système immunitaire.

#### Tapette à souris
Behe utilise la tapette à souris comme exemple illustratif de ce concept. Une tapette à souris est constituée de plusieurs pièces - la base, le déclencheur, le ressort, l'arceau. Toutes ces pièces doivent être en place pour que la tapette fonctionne, et la suppression de n'importe laquelle entraîne la perte de cette fonctionnalité.

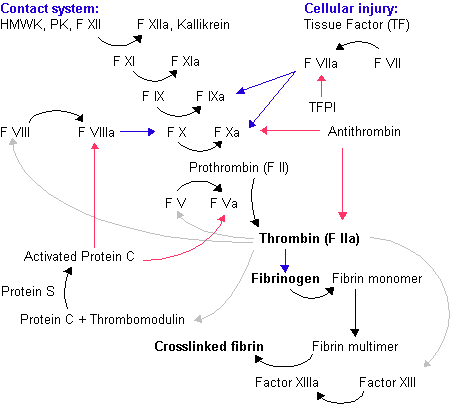
La coagulation en cascade : HWMK = High molecular weight kininogen, PK = Prékallikréine, TFPI = Tissue factor pathway inhibitor. Flèches noires = conversion/activation du facteur. Flèches rouges = action sur les inhibiteurs. Flèches bleues = réactions catalysées par le facteur activé. Flèches grises = diverses fonctions de la thrombine.

De la même façon, les systèmes biologiques nécessitent plusieurs éléments travaillant ensemble pour fonctionner. Selon lui, il n'est pas possible de trouver une succession de petites évolutions viables, car l'avantage sélectif de la fonction n'est présent que quand tous les éléments sont assemblés.

#### Flagelle
Le flagelle, comme les cils de certaines cellules et bactéries, constitue un moteur moléculaire rotatif qui assure leur mobilité. Dans le cas des procaryotes (comme la bactérie E. coli), leur fonctionnement nécessite l'interaction d'une quarantaine de protéines complexes, et l'absence d'une seule de ces protéines empêche le flagelle de fonctionner.

#### Coagulation sanguine
La coagulation sanguine chez les vertébrés se fait par une cascade complexe de processus biochimiques présentée par Behe comme un exemple de complexité irréductible.
Il en est de même des anticorps du système immunitaire, qui présentent à la fois une substance marqueur et une substance tueur, indispensables l'une et l'autre au fonctionnement.

## Réponse des évolutionnistes
De même que le dessein intelligent, concept qu'elle est censée soutenir, la complexité irréductible a été largement rejetée par la communauté scientifique. Les critiques jugent qu'une « complexité irréductible », telle qu'elle est définie par Behe, peut être générée par des mécanismes évolutifs connus, comme l'exaptation. Des chemins évolutifs plausibles ont été proposés pour les trois exemples présentés par Behe comme étant de complexité irréductible :  la coagulation, le système immunitaire et le flagelle,. Il en est de même l'exemple illustratif de la tapette à souris : le professeur de biologie John McDonald a montré comment on pouvait la considérer comme « facilement réductible », jusqu'à un seul élément.

### Réductibilité des «systèmes irréductibles»
La thèse de la complexité irréductible implique que les éléments nécessaires d'un système ont toujours été nécessaires, et ne peuvent donc avoir été ajoutés les uns après les autres. Cependant, dans l'évolution, un élément qui est seulement avantageux au début peut devenir nécessaire ensuite. Par exemple, on a découvert par la suite qu'un des facteurs de la coagulation, cité par Behe comme un élément de la cascade de coagulation, était absent chez les baleines, et n'est donc pas indispensable pour la coagulation. On a montré récemment que le corps basal du flagelle est similaire au système de sécrétion de type III (TTSS), une structure en forme d'aiguille que des germes pathogènes tels que la salmonelle et Yersinia pestis utilisent pour injecter des toxines dans les cellules eucaryotes. La base de l'aiguille a de nombreux éléments communs avec le flagelle, mais sans la plupart des protéines qui font fonctionner le flagelle. Ainsi, retirer des éléments du flagelle ne le rend pas nécessairement inutile. Ainsi, selon Miller, « les éléments de ce système réputé de complexité irréductible ont en fait des fonctions qui leur sont propres. »,,. Cela est vrai pour la majeure partie de la structure du flagelle ; sur 42 protéines qu'on y trouve, 40 ont été observées dans différents canaux biologiques.

### Évolution des systèmes irréductibles
Différents mécanismes évolutifs permettent d'expliquer la formation de systèmes de complexité apparemment irréductible.
Niall Shanks et Karl H. Joplin, de East Tennessee State University, ont montré que des systèmes satisfaisants à la définition de Behe de la complexité biochimique irréductible peuvent apparaître naturellement et spontanément du fait de processus chimiques auto-organisés,. Ils affirment également que les systèmes biochimiques et moléculaires évolués présentent en fait une « complexité redondante » – ils jugent que Behe surestime l'importance de la complexité irréductible à cause d'une vision simpliste et linéaire des réactions biochimiques, prenant des instantanés des caractérististiques de systèmes, structures et processus biologiques et ignorant la complexité redondante du contexte dans lequel s'insèrent ces caractéristiques. En outre, des simulations informatiques ont montré qu'il était possible pour des systèmes de complexité irréductible d'évoluer naturellement.
Le professeur Marc W. Kirschner, directeur du département de biologie des systèmes de la Harvard Medical School, et John C. Gerhart, professeur en biologie moléculaire et cellulaire à University of California, Berkeley ont proposé en 2005 la théorie de la  variation facilitée, qui explique comment certaines mutations ou changement peuvent engendrer une apparente complexité irréductible.

### Échafaudages de l'évolution
Le fait que retirer un élément d'un système organique entraîne le non-fonctionnement ne prouve pas que le système ne peut avoir été formé par un processus évolutif progressif. En 1985, Graham Cairns-Smith se demande à propos de l'« intrication » des systèmes biologiques « Comment une collaboration complexe entre des éléments peut-elle évoluer par petites étapes ? », et répond en utilisant l'analogie de l'échafaudage dans la construction d'une arche de pierre ; si on retire n'importe quelle pierre d'une arche, elle s'effondre (en ce sens elle est de « complexité irréductible ») ; pourtant elle peut être construite sans problème, une pierre après l'autre, à l'aide d'un échafaudage (ou cintre) que l'on retire après : « Clairement il y a eu des échafaudages. Avant que les multiples éléments de la biochimie actuelle ne puissent s'appuyer les uns sur les autres, ils ont dû s'appuyer sur quelque chose d'autre ».
L'évolution n'agit pas nécessairement linéairement vers la complexification ; elle peut simplifier tout autant que complexifier. De ce fait des systèmes biologiques apparemment de complexité irréductible peuvent être le résultat d'une phase de complexification suivie d'une phase de simplification.
Pour l'exemple des anticorps, présenté par Behe, on a la substance « marqueur » et la substance « tueur », qui, pour la première, repère et marque les « envahisseurs », et, pour la seconde, tue ce qui a été marqué. Selon Behe, le marqueur et le tueur sont, par eux-mêmes, inutiles, et doivent donc avoir été créés en même temps. Le tueur ne peut tuer ce qu'il ne peut trouver, et le marqueur ne peut tuer même s'il trouve une cible.
Cependant, avec un remplacement progressif, un marqueur différent peut avoir commencé comme tueur et marqueur à la fois. Puis un aide-tueur rejoint cette armée du fait de ses particularités intéressantes. Ce second tueur dépend toujours du premier pour trouver la cible. Il est possible qu'au cours du temps le premier tueur-marqueur se spécialise en marquage et soit remplacé par une substance similaire uniquement marqueur (éventuellement plus adaptée que la première à double usage).
Ainsi chaque étape apporte un avantage sélectif, et le résultat final est une paire interdépendante qui ne ressemble pas à la substance initiale. Cet exemple peut être représenté ainsi :
A = tueur-marqueur original
K = deuxième tueur
M = marqueur de remplacement
1. A
2. A K
3. A M K
4. M K

Ce qu'on observe aujourd'hui est « M K ». Selon les opposants au concept de complexité, Behe se trompe en postulant que si la structure actuelle est M K, elle a dû commencer soit par M soit par K.

#### Adaptation progressive à de nouvelles fonctions: l'exaptation
Les arguments pour l'irréductibilité présupposent généralement que les choses ont commencé de la même façon qu'elles ont fini – c'est-à-dire comme on les observe actuellement. Mais ce n'est pas nécessairement le cas.
Les précurseurs de systèmes complexes quand ils ne sont pas utiles en eux-mêmes, peuvent être utiles à d'autres fonctions sans rapport. L'évolution se fait de façon aveugle et désordonnée, dans laquelle la fonction d'une forme initiale n'est pas nécessairement la même que celle de la forme finale : c'est le phénomène d'exaptation (par opposition à l'adaptation). L'enclume dans l'oreille des mammifères (dérivée de l'os carré dans la mâchoire), et le pouce du panda (dérivé d'une excroissance osseuse du poignet) sont des exemples classiques.

#### Sophismes
Les critiques  voient la complexité irréductible comme un cas particulier de la thèse « la complexité est la preuve d'un dessein » (argument du Grand Horloger), et la voient donc comme un argument d'ignorance (sophisme dans lequel on considère comme faux ce qui n'a pas été prouvé), un argument du « dieu bouche-trous » (God of the gaps) et un argument de manque d'imagination,.
Les critiques considèrent également que l'idée que la complexité irréductible, en tant fondamentalement qu'argument contre la théorie de l'évolution, impliquerait celle du dessein intelligent comme un faux dilemme, supposant qu'il n'y a que deux modèles valides.
Behe lui-même reconnaît que même si les scientifiques n'imaginent pas actuellement comment un système a évolué vers un état de complexité irréductible, ceci ne prouve pas qu'une évolution n'ait pas pu le produire. Le scientifique Steve Mirsky l'a décrit comme une « stratégie de reddition intellectuelle totale ».

### Complexité irréductible au procès de Dover[2]
Le prononcé du jugement précise que « le dessein intelligent n'est pas de la science et est essentiellement de nature religieuse ».
Lors de ses témoignages au procès, Behe a admis qu'aucun article publié dans une revue scientifique à comité de lecture ne soutenait sa thèse selon laquelle des systèmes moléculaires complexes, comme le flagelle bactérien, la coagulation en cascade et le système immunitaire sont le résultat d'une cause intelligente, ni que certaines structures moléculaires complexes sont de complexité irréductible. Dans les attendus du jugement, le juge Jones a spécifiquement cité Behe et la complexité irréductible (Memorandum Opinion) :
- « Le professeur Behe a admis dans « Reply to My Critics » (Réponse à mes critiques) qu'il y avait un défaut dans sa thèse de la complexité irréductible, car elle se présente comme un défi à la sélection naturelle, alors qu'en fait elle ne cherche pas à répondre à  l'objectif auquel doit faire face la sélection naturelle ». Le Professeur Behe a écrit qu'« il espérait résoudre ce défaut dans ses travaux futurs » (p. 73)
- « Comme le témoignage d'expert l'a mis en évidence, la définition de la « complexité irréductible » la rend sans signification en tant que critique de l'évolution (3:40 (Miller)). En fait, la théorie de l'évolution propose l'exaptation comme une explication largement reconnue et bien documentée de la façon dont les systèmes composés de plusieurs éléments peuvent avoir évolué de façon naturelle. »(p. 74)
- « Par sa définition de la complexité irréductible, le professeur Behe exclut a priori le phénomène d'exaptation, ignorant de ce fait de nombreux éléments qui réfutent sa thèse. En particulier, l'académie des sciences des États-Unis a rejeté la thèse de la complexité irréductible du Professeur Behe… » (p. 75)
- « Comme la complexité irréductible est uniquement un argument négatif contre l'évolution, il est réfutable et de ce fait vérifiable, à la différence du dessein intelligent, en montrant des structures intermédiaires avec des fonctions sélectionnables qui peuvent avoir évolué vers les systèmes de prétendue complexité irréductible (2:15-16 (Miller)). Cependant, il faut souligner que le fait que l'argument négatif de la complexité irréductible soit vérifiable ne rend pas vérifiable la thèse du dessein intelligent (2:15 (Miller); 5:39 (Pennock)). Le professeur Behe n'a appliqué le concept de complexité irréductible qu'à quelques systèmes choisis : (1) the flagelle bactérien ; (2) la coagulation en cascade ; et (3) le système immunitaire. Contrairement aux assertions du professeur Behe sur ces quelques systèmes biochimiques parmi la myriade existant dans la nature, le Dr Miller a présenté des travaux publiés dans des revues à comité de lecture, montrant qu'ils ne sont pas en fait de complexité irréductible. » (p. 76)
- «…lors des débats contradictoires, le professeur Behe a été interrogé au sujet de ses déclarations de 1996 qu'une explication évolutionniste du système immunitaire ne serait jamais trouvée. Il lui a été présenté 58 publications dans des revues à comité de lecture, 9 livres, et plusieurs chapitres d'ouvrages d'immunologie au sujet de l'évolution du système immunitaire ; cependant, il a simplement insisté sur le fait que cela ne constituait pas une preuve suffisante de l'évolution, et que cela n'était pas « assez bon » (23:19 (Behe)). » (p. 78)
- « Nous concluons donc que la thèse du professeur Behe sur la complexité irréductible a été réfutée dans des publications scientifiques à comité de lecture et rejetée par la communauté scientifique dans son ensemble (17:45-46 (Padian); 3:99 (Miller)). En outre, même si la complexité irréductible n'avait pas été rejetée, elle ne soutiendrait pas la thèse du Dessein intelligent, car elle constitue seulement un test de l'évolution, non d'un « dessein ». (2:15, 2:35-40 (Miller); 28:63-66 (Fuller)). 
 Considérons maintenant le prétendu « argument en faveur » d'un dessein, impliqué dans l'expression utilisée à de nombreuses reprises par les professeurs Behe et Minnich lors de leur témoignage d'expert comme : « un arrangement d'éléments dans un but ». Le professeur Behe a résumé l'argument comme suit : Nous concluons à un dessein quand nous observons des éléments qui semblent avoir été arrangés dans un but. La force de la conclusion est quantitative ; plus le nombre d'éléments est important, plus ils interagissent de façon intriquée, plus notre confiance dans un dessein est grande. L'évidence d'un dessein dans certains domaines de la biologie est indéniable. Comme rien, sinon une cause intelligente, n'a été démontré capable de conduire à une telle évidence de dessein, en dépit des thèses darwiniennes, la conclusion que la structure observée dans le vivant est un réel dessein est rationnellement justifiée (18:90-91, 18:109-10 (Behe); 37:50 (Minnich)). Comme indiqué précédemment, cet argument est simplement une reprise de l'argument du révérend William Paley appliqué à l'échelle cellulaire. Minnich, Behe, et Paley arrivent à la même conclusion, à savoir que les organismes compliqués doivent avoir été conçus, en utilisant le même raisonnement, avec la différence que les professeurs Behe et Minnich refusent d'identifier le concepteur, alors que Paley déduit de l'existence d'une conception qu'il s'agit de Dieu (1:6- 7 (Miller); 38:44, 57 (Minnich)). Le témoignage d'experts a révélé que cet argument inductif n'est pas scientifique, et comme l'a admis le professeur Behe, ne pourra jamais être exclu (2:40 (Miller); 22:101 (Behe); 3:99 (Miller)). » (p. 79-80)